# Pseudolasius sunda
Pseudolasius sunda é uma espécie de formiga do gênero Pseudolasius, pertencente à subfamília Formicinae.